# Бранхінекта маленька
Бранхінекта маленька (Branchinecta minuta) — вид ракоподібних з родини Branchinectidae.

## Поширення
Росія (Саратовська обл.), інтродукований до ставків Челябінської області (Кременкульське лісництво); в Україні — р. Самара, Дніпропетровська обл.

## Морфологічні ознаки
Особини незначних розмірів — 4–8 мм. Мають 11 торакальних сегментів, кожний несе пару листоподібних ніжок. Другі антени двосегментні, не паличкоподібного бокового утвору на кінці першого сегмента. У самців на внутрішній стороні базального членика антени проксимальне розширення, далі краєм — пластинкоподібний виріст. Покриті шипиками. 

## Особливості біології
Мешканець весняних тимчасових водойм, ставків.

## Загрози та охорона
Загрозою є забруднення водойм промисловими та господарськими відходами, зникнення водойм при порушенні водного режиму внаслідок осушувальних, меліоративних робіт.